# 科学史
科学史（かがくし、英語：history of science）とは、科学の歴史的変化や過程を研究する学問分野である。これを専攻する学者は科学史家と呼ばれる。

## 概要
一般に科学史と言うと、科学者個人の伝記的研究や、新しい理論の発見の歴史と捉えられがちであるが、研究の実際では、その時代の文化や政治、社会との関連も考察される。学説の内容に対象をしぼった研究もある。その範囲は広義に言えば、自然科学にとどまらず、人文科学や社会科学も含んでいる。
また、科学史家が自分の背景や過去の専門領域と重なるような領域を特に大きく扱う傾向も見られる。たとえば物理学または化学を専門としていた科学史研究者が、物理学や化学に言及する割合は比較的多く認められる。学問についての歴史研究は、その学問の研究対象自体に関する知識も必要とし、門外漢には言及しにくい面もあるし、研究者の極めて個人的な関心で重み付けがされてしまう面があることも否めない。
なお、自然科学史は技術史とも深く関わっているため、この角度からは「科学・技術史（英: history of science and technology）」という名称でくくることもある。

## 科学史の歴史
研究史を辿ると、科学史が学問として成立したのは比較的遅く、アメリカ合衆国で科学史専門論文誌ISISが発刊された1912年ごろが、その成立と考えられる。これ以前にも、天文学史や医学史などは研究が進んでいたが、科学全体を体系化して学問の対象とすることが行われ始めたのは、ほぼこの時代と考えられる。初期の研究で比較的重要なものには、フリードリヒ・ダンネマンの『大自然科学史』（1913年）がある。
1930年代には国際会議などが開催されたこともあり、科学史の研究が大きく進められた。ジョージ・サートンの『科学史と新ヒューマニズム』やロバート・キング・マートンの『十七世紀イングランドにおける科学・技術・社会』、ボリス・ゲッセンの『ニュートン力学の形成』、ジョン・デスモンド・バナールの『科学の社会的機能』などはこの時期に著された科学史研究の代表的著作であるといえる。
戦後、ハーバート・バターフィールドなどにより科学革命などの定義が行われ、研究も活発になった。1960年代以降は、原子爆弾など、科学がもたらしたものの是非に対する議論がさかんに行われるようになり、これらの議論にも科学史は必要不可欠なものとなった。このような科学の是非に対する議論を科学論という。

### 日本での科学史
日本における科学史家は、科学論も研究していることが多い。とりわけ数学史に関しては、非常に早くから研究が行われてきた。また、唯物論研究会では、1930年代に科学史や科学論についての議論が行われていた。しかし、科学全般を扱う科学史が学問としての成立をみるのは、日本科学史学会が発足し、論文誌『科学史研究』の刊行が始まった1941年ごろとみてよいと思われる。
それまでは科学史を体系的に研究する機関は存在しなかったが、戦後、東京大学教養学部が科学史を扱うようになった。この後、複数の大学で専攻コースが作られている。ただし、科学史家の研究地盤は脆弱であり、一人の研究者がある大学を去ると、その後、その大学での研究が滞ることが多い。また、科学史のみを専門に研究する研究機関も存在しない。
日本における科学史へのアプローチは2通りに大別でき、自然科学の基礎理論の一分野として研究される場合と、科学を哲学的に検証するために研究される場合がある。
数理科学教育において、科学史を踏まえた授業実践の報告が数多く為されている ほか、自然科学系の講義は「重要項目を順に配置した一つの講義のシラバスそのものが、ある分野の科学史の目次であると言えなくもないこと」「エピソードとして時間が許せば可能な限り科学史を紹介することは受講者にとって理解の一助となり有意義であるかもしれないということ」「政治経済がグローバル化した今日、科学史から派生したような環境や科学リテラシーが以前に増して世界全体の問題になったこと」から、科学史と密接な関係があると指摘される。

### 科学史の見直し
旧来の科学史の研究においては、思索や伝聞などを基にしたあやふやな手法が導入される傾向があり、また、道徳の次元で物事を論じ、きれいごとに近い神話を形成する元凶となったという批判がある。このようにして形成された「聖人科学者」的な科学者は、道徳教育においては役立った側面があるものの、科学者になるための示唆はほとんどないと考えられている。このような「聖人科学者」的な科学者像や、過度に綺麗事化された科学的方法論は、特にハロルド・ガーフィンケル、ブルーノ・ラトゥール以降による社会学的手法の導入以降抜本的に見直されてきている。
金凡性は、科学史の意義について、「歴史的な事例が信頼性の高い「発見のハウツー」を提供できるわけではなく、ホイッグ史観を克服することによって学問分野として独立してきた経緯がある以上、科学史に「科学の英雄の顕彰」は難しいと述べ、科学史の研究及び教育が持っている価値は、過去からの連続性に注目しながら現在の科学・技術の姿を理解すること、そして過去との相違に焦点を当てることによって現在の科学・技術の形を相対化することにある」と述べている。

## 科学史概略

### 先史・古代
人間が自然を認識して、その原理や法則性について科学的に考察するようになったその起源を明確に定めることは難しい。しかし、370万年前にはタンザニアでは足跡が残っており、すでに二足歩行を人間の祖先が始めていたことを示している。230万年前にはすでに石器を用い始め、さらに50万年前には火を使い、10万年前には人工的に火をおこすことができるようになっていた。このように道具を工夫していく過程で人間の知的能力は飛躍的に向上し、3万年前には絵画を描くほどの知能を獲得している。このように知能の発展は複雑かつ相互作用的な要因と背景がこの発達をもたらしたと考えられているが、そのひとつの視点として考古学者ヴィア・ゴードン・チャイルドは『文明の起源』において「人類は自らを作ってきた」と論じた。すなわち人間の労働それ自体が非常に大きな知的能力の向上に貢献し、その知的能力の向上がまた人間の労働の複雑性を高めて、言語や技術の発展を生み出した、という考えである。しかし、人間がいかに知能を獲得したのかという問題について明快な回答を得ることは非常に困難である。

#### アジア
紀元前3000年ころから古代エジプトやメソポタミアで文明がおこる。メソポタミアのシュメール人は紀元前3100年には文字を発明し、神殿を中心とした国家を形成した。そして労働力・財力を集積して管理するため、またピラミッドやジッグラトといった巨大建築物を建設するために、正確な測量技術および数学の発展が起こる。神事・農業を行うために暦の作成が始まり天文学が発達する。さらに医療の発達もこのころから見られ、メソポタミアでは紀元前3000年、エジプトでは紀元前2000年に内科、外科、皮膚科などに分類されて症例に関する記録が文献に残されるようになった。ただしこのころの医療は神事や呪術と深くつながったものであり、占星術や儀式の要素が大きかった。
同じ頃、インダス文明、黄河文明、長江文明などが発達する。
中国では紀元前5-3世紀、戦乱の中、諸子百家と呼ばれる思想家たちが現れる。例えば墨子の思想には数学の要素が含まれている。鍼・灸・按摩や漢方薬などの伝統中国医学はこのころには確立されている。紀元前3世紀、秦の始皇帝により度量衡・漢字が統一される。1世紀ころシルクロードを通した西洋との交流が盛んになる。
漢字圏においては、漢字の分解困難さゆえか、原子論が生まれないまま体系化が図られていくことになる。
2世紀以降は、古代中国の4大発明といわれる羅針盤、火薬、紙、印刷が発明され、他にも地震計などが発明された。また、張衡・祖沖之・何承天らが数学・天文学を発展させた。張衡は「候風地動儀」という名の世界初の地震計を発明し、月食の原理を解き明かしている。後漢時代に成立したと見られる著者不明の『九章算術』と言う算術書には様々な数学の問題が載っており、後に中国や日本の数学教育のテキストに採用されている。

#### ギリシア
紀元前7-6世紀、古代ギリシアではポリスがおこり、アテナイを中心に発展する。海運交易で富を得た商工階級の内から、世界の成り立ちについて考察をする人々が現れる。ピタゴラスは数学研究を行い、宇宙論では「大地は球形」とする説や『 「中心火」の周りを地球・惑星・太陽・月などが回転する』という、一種の（変り種の）地動説を唱えた。デモクリトスは原子論をとなえた。当時、健康や病気に関する知識や実践と言えば、神殿での祈祷師などによる祈祷(きとう)による治療や人々の迷信的治療くらいしかなかったのだが、ヒポクラテスは迷信を廃し具体的な観察にもとづいた実践的な医学治療を行うことを目ざしたので、「医学の父」と呼ばれている。
紀元前5世紀から紀元前4世紀、アテネはサラミス海戦（前480）でペルシアとの戦いに勝利するなどし、アテネの民主政がより徹底して行われ、経済的に繁栄し、文化も（そして広い意味での「文化」の一種である科学も）発展した。
プラトンはアカデメイアという学園をつくり、幾何学の重要性を説き、アカデメイアの門には「幾何学を知らざる者は入るべからず」との言葉をかかげ学生たちを指導した。プラトンは宇宙のことも幾何学的に説明しようと試み、円運動（軌道）で天体の動きを説明する宇宙論を唱えたが、惑星の不規則運動についてうまく説明しきれなかった。アカデメイアのプラトン門下生で、クニドス出身のエウドクソスは、同心天球説で、地球を中心にした27個の天球の回転運動の結合によって、惑星・月・太陽の不規則運動を説明しようとした。
また同じくプラトン門下生のアリストテレスは、天文学分野においてはやはりプラトン的（つまり幾何学的で思弁的な説明）にとどまったが、生物学において卓越した観察眼を発揮した。特に動物に関しては膨大な研究を行い、経験的・帰納的方法を発揮して約540種もの動物をその形態によって分類し、また『動物誌』、『動物部分論』『動物発生論』を著した。「アリストテレスは実証的観察を創始した」「全時代を通じて最も観察力の鋭い博物学者の一人」と高い評価をされている。また、広く生物全般、生命全般に関しては、生命論『ペリ・プシューケース』を表し、無生物→植物→動物→人間　と切れ目なく連続的に完全度を増していくという「自然の階段」説を唱えた。アリストテレスは世界体系をたったひとりで一手に引き受けて扱った人物としては最後の人とも言え、幅広い経験的探究に関与した。アリストテレスが関与した分野は非常に多岐におよび、その研究量も膨大で、現代の自然科学や社会科学も含む多く学術分野が、その源流をたどるとしばしばアリストテレスによる研究にたどりつくので、「万学の祖」とも形容される。アリストテレスはリュケイオンという学園もつくり、科学を深化させるのに貢献し、後進らの育成も行った。
なお植物を対象とした研究分野についてアリストテレスは、弟子の中でも特に優秀だったテオプラストスに自身がすでに得ていた成果も含めて全て譲った。テオプラストスはそれを深化させ、やがて『植物誌』を著した。これは植物学に関する歴史上初の研究書であり、当時最高水準の500余種の観察記録を記載しており、農学や薬学 等の知識まで盛り込まれており、時代を超えた価値がある。テオプラストスはまた、アリストテレスの後任としてリュケイオンを率い運営し、また226本ともいわれる厖大な論文を著したと伝えられ、内容は論理学・倫理学・博物学・数学・気象学・天文学・教育・政治学・音楽・宗教にまで及んだ、という。
ギリシア諸都市が戦争などによって衰退してゆくにつれ、これらの古代ギリシアの輝かしい科学的伝統は、その地ではうまく継承されなくなったが、後の時代に主にイスラム科学に継承された。それを経由して、イスラム科学から成果をとりこんだヨーロッパの近代的科学へとつながってゆくことになる。

### ヘレニズム

#### アレクサンドリア
アレクサンドロス大王（アレクサンドロス3世）によるオリエント地方統一の後、各地におかれたアレクサンドリアのうちエジプトのアレクサンドリアにムセイオンという研究施設ができる。各地から収集された書物を収めるアレクサンドリア図書館を持ち、エウクレイデス(ユークリッド)やアルキメデスらが研究を行う。
クラウディオス・プトレマイオスが『アルマゲスト』（『天文学大全』）をまとめ、ガレノスが医学の研究を、クテシビオスや " アレクサンドリアのヘロン " は気体の研究を行う。

#### 古代ローマ
紀元前3-2世紀、古代ギリシアが古代ローマに征服されてローマ帝国として発展するが、ギリシアの科学の研究が本格的に始まったのはマルクス・テレンティウス・ウァロ（紀元前116年 - 紀元前27年）の頃からであると考えられている。しかしローマでは実践的・実用的な研究に重きがおかれ、ギリシアの文化や思想はあまり浸透しなかった。ウァロはギリシアの科学から知識を吸収し、学問を9つに分類して体系化した。すなわち文法学・論理学・修辞学・幾何学・数論・天文学・音楽の自由七科と医学と建築学である。この後に網羅的な研究が進められ、道路やローマ水道が整備され、建築や彫刻を設計する技術力を獲得する。学問ではプリニウスが『博物学』、ウィトルウィウスが『建築書』、セネカが『自然の研究』などを記しているが、ギリシアの科学を無批判に受容し、また自然物のすべては人間のために作られたという思想のためにギリシア的な学問は廃れてしまった。

### 中世

#### アラビア
アラビアでは強力なイスラム帝国集権国家のもとにアラビア科学が発達する。ウマイヤ朝第二代のカリフであったハーリドの頃からギリシア科学の文献が積極的にアラビア語に翻訳されて研究された。学問の都市と成長しつつあったアッバース朝のバグダードではギリシア科学の文献を収集した図書館（知恵の館）が設立され、多くの学者がここで研究を行った。主任翻訳官となったフナイン・イブン・イスハークを中心にネストリウス学派の学者と協力して組織的な翻訳作業を行い、100以上の文献がアラビア語に訳された。
数学では『シッダーンタ』が翻訳され、代数学を始めたアル＝フワーリズミーが紹介して、広まっていった。アヴィケンナらによって医学が発達する。ジャービル・イブン・ハイヤーンは薬剤師としてバグダードで研究と医療活動を続け、錬金術の基礎を築いた。
しかし12世紀以降、ファーティマ朝やアッバース朝の滅亡、スペイン人のコルドバ侵攻などとともに学問は衰えてゆく。その後、イスラム圏では個人や国家に実益がありそうにないことに対しては無関心の傾向が強まり、科学の中心はキリスト教圏に移る。

#### 西洋
ローマ帝国が分裂した後、ヨーロッパはキリスト教と封建制に基づく時代が続く。技術革新が皆無だったわけでは無いが、アウグスティヌスが「真実は、手探りで模索する人間が推測することよりも、むしろ神が明らかにすることである」と言ったように、あらゆるものは発見されているからアリストテレスやガレノスなどの先人の研究だけをすればよい、といったような後ろ向きの状態が続いた。さらに6世紀から10世紀の間にギリシャ語やラテン語の文献も失われていった。この西洋中世カトリック支配の時代は暗黒時代と呼ばれることも多いが、反論もある。
8世紀のカロリング・ルネサンスで数学などが復活するが、あくまでも神学の付属という位置づけだった。農業は家畜の利用が始まり、水車や風車といった動力を得て生産力を上げてゆく。
11世紀に十字軍運動が起こり、中東地域への遠征が行われるようになる。このことによってヨーロッパがアラビア科学に出会い、コーランのラテン語への翻訳に始まり、多数のアラビア語の文献が翻訳されるようになっていく。
12世紀まではヨーロッパの科学はキリスト教神学であったが、アラビア科学に触発されて積極的に哲学、天文学、数学、自然科学、論理学、倫理学などをアラビア科学だけでなくギリシア科学からも研究されるようになり、パリ大学といった大学が開校されるようにもなる。古代科学もアラビアから翻訳され、神学と科学の融合も試みられる（スコラ学・12世紀ルネサンス）。
13世紀には急激に大学の数が増え、ケンブリッジ大学、パドヴァ大学などヨーロッパ各地で開校が進んだ。当時の大学はいくつかの学部が設けられ、世俗教師と修道会教師が教育にあたった。羅針盤が伝わり、造船技術の進歩とともに航海術の発展を可能にした。
14世紀にはパリ大学などで自然科学、特に力学や運動論についての研究が行われ、加速度運動や加速の原因論などが考えられた。オレームやビュリダンが力学的考察を行い、ベーコンが実験の重要性を指摘するなど、近代科学の土台が築かれる。
15世紀のルネサンスには、ダ・ヴィンチ、ヴェサリウス、コペルニクスなどが活躍し、グーテンベルクによって活版印刷が発明された。1492年にレコンキスタが終了するころになると、教会よりもむしろ諸侯の権力が強くなってくる。また、十字軍遠征によって東方の文化と接触したことから、東洋に行きたいという商業的なモチベーションも高まり、大航海時代の幕開けに繋がった。
大航海時代は、やがて世界の市場を繋ぐことになった。三角貿易（奴隷貿易）などが発展した。綿花はイギリスの織物工場へ輸出され、産業革命の基盤になったとされている。一方、貿易によって富みを得た一部の商人達は、ブルジョワ階層を形成し、やがて市民革命の主体となった。市民革命の結果、農地囲い込み運動などにより、農業の生産性が大幅に改善する（農業革命）と、ヨーロッパの人口が増加する。この人口増加は都市化や産業革命に影響することになった。
16世紀イギリスでは工場制手工業が始まり、工場に労働者が集まり分業して働くことにより、生産性が高まる。鉱業・精錬・冶金技術が確立され、時計などの精密な機械の製作が可能となる。同時期にルターにより宗教改革が起こり、カトリック支配体制が揺らぎ始める。
17世紀は科学革命の時代と呼ばれアリストテレス以来の価値観からの転換が始まる。ガリレイは望遠鏡を使って天体を観察し、コペルニクスの地動説に賛同して教会の反感を買い幽閉されるが、その後も『天文対話』に自分の考えを残した。その後、ケプラーやニュートンを経て地動説は確立する。ニュートンは光の研究も行い、世界を数学的に捉える力学の原理を打ち立てた。望遠鏡での発見とは逆に、レーウェンフックは顕微鏡で微生物を発見する。ギルバートはイギリス女王の前で磁石の実験を行い、ウイリアム・ハーベーは動物の解剖と観察から血液の循環を発見する。デカルトは機械論的自然観に立って宇宙のエーテルや人間の脳と動物精気を論じた。ボイルは気体の研究を行った。

### 近代

#### 産業革命
17世紀後半、パパンが大気圧機関の原理を考案し、18世紀初頭に蒸気機関が製作されるようになる。その後ワットらが改良を加え、18世紀後半には動力として各方面で使われる。エドモンド・カートライトが設計した力織機は蒸気機関を動力とし、同時期に発展した紡績機とともにイギリスの繊維業を大いに発展させる。18世紀は製鉄技術が発達し、旋盤などの工作機械も整う。これは銃火器の進歩につながり、南北戦争など以後の戦争に影響を与えてゆく。
織物を漂白するために、硫酸と塩素を使用する化学晒しが発見され広まると、化学薬品の研究が盛んに行われるようになる。また、ドイツでヴェーラーが無機化合物から有機化合物の尿素を合成し、有機化学が起こる。化学の知識はアルコールの蒸留や砂糖の精製にも役立てられた。

#### 18世紀の科学
力学はラグランジュによって形式的にまとめられ、自然の法則として認められる。イギリスではブラックやキャヴェンディシュらが気体の研究を行い、酸素や水素が発見される。フランスではラヴォアジェ、ドルトン、アヴォガドロらを経て、19世紀に原子の考え方に行き着く。
フランスで理工科学校という学校ができ、フーリエ、ラプラス、ラグランジュ、アンペール、ゲイ＝リュサック、カルノーら様々な分野で活躍する人物を輩出する。ドイツでもベルリン実業学校から技術者や企業家が世に出るようになる。ヴォルテールはニュートンの思想をフランスに紹介し、ディドロは多数の執筆者を集めて『百科全書』を完成させる。これらの動きはフランス革命へとつながってゆく。
18世紀後半から19世紀にかけて学問の分化が進む。ボルタやエルステッド、ファラデーらにより電気学が、カルノーやクラウジウス、ケルヴィン卿により熱力学が、リンネやウォルフらにより生物学の研究が本格的に始まる。ヴェーラーやリービッヒにより有機化学が始まり、染料や薬品の合成、栄養学が始まる。生物学ではラマルクやダーウィンが進化説を、シュライデンらが細胞説を提案する。

### 日本

#### 古代・中世
日本では、縄文・弥生時代を経て4世紀ころにヤマト王権という政治的統一体が形成される。
5世紀には渡来人によって大陸の技術が伝えられ、6世紀には儒教、仏教も伝来する。大陸との公的な文化交流は遣隋使・遣唐使によって9世紀まで続けられた。
10世紀になると、唐風の文化が、貴族の手によって日本の風土に合うように消化・吸収されたことで国風文化が花開くが、技術が一般に応用されることは少なく庶民は困窮した。10世紀半ばから、武芸に秀でた軍事貴族が、治安の維持や紛争の解決のために地方に赴任し、また、任期の終了後も土着して優良農民を取り込んだ結果、武士へと発展していった。
12世紀になると、平氏・源氏を中心とした武士が、天皇系や摂関家の紛争において大きな存在感を示し、政治的な発言権を高めるようになった。開墾が進み技術は発展するが、細々と続いていた数学・天文の伝統は停滞する。
医学の分野では6世紀に『医心方』丹波康頼、『本草和名』深根輔仁、14世紀に『頓医抄』梶原性全などが成立する。15世紀には田代三喜が李朱医学を伝え、曲直瀬道三へ続く。

#### 西洋との接触
16世紀、ポルトガル船が日本に来航し、40年代に鉄砲・キリスト教が伝来する。その後も南蛮人の手によりアリストテレス流の自然学やプトレマイオス流の医術が伝わる。アルメイダは豊後に病院を作り、医療活動を行った。『二儀略説』小林謙貞、『乾坤弁説』クリストヴァン・フェレイラなどの天文書が書かれる。ウィリアム・アダムスが造船航海術を伝え、池田好運が『元和航海書』を書く。

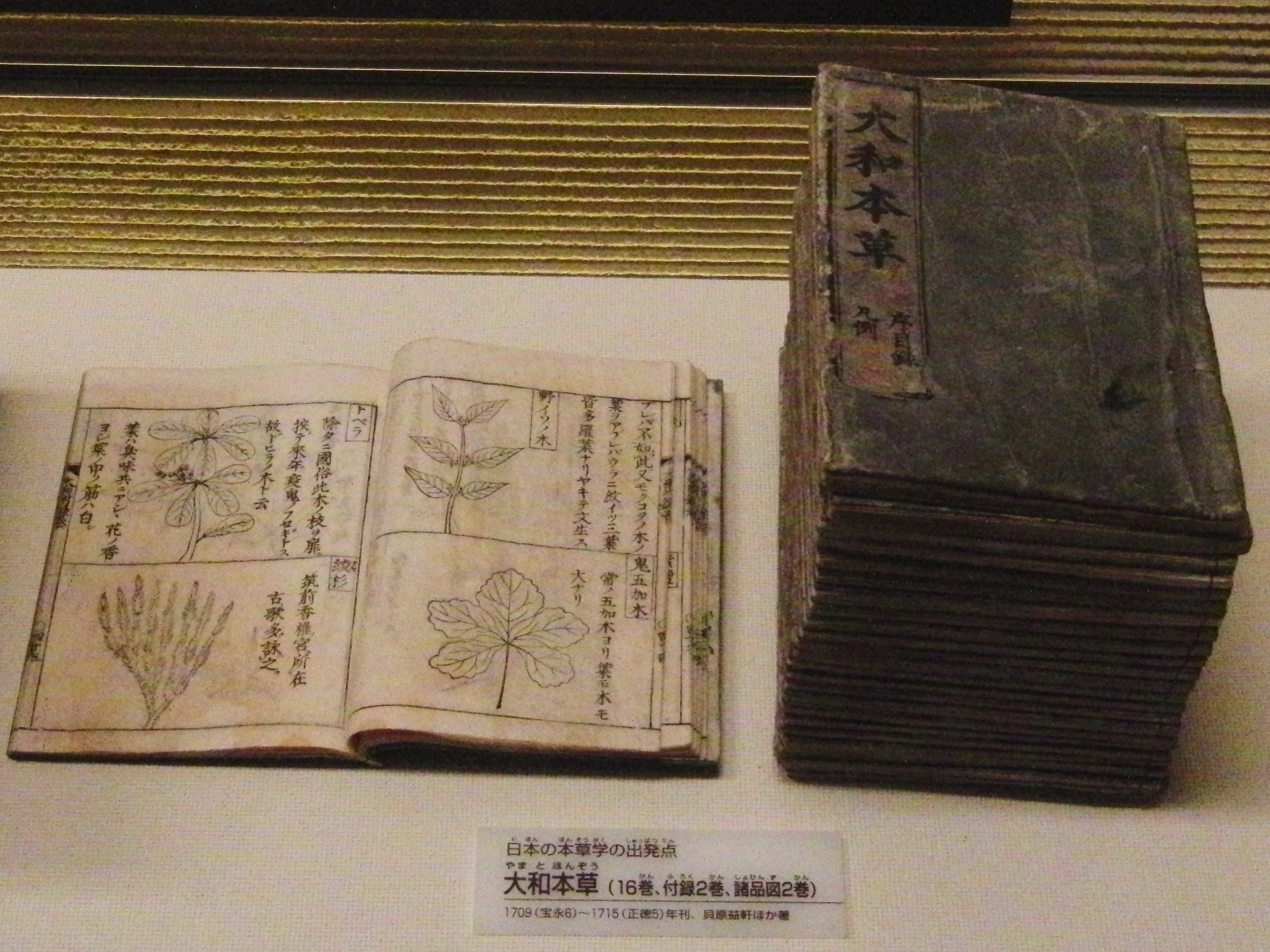
『大和本草』（国立科学博物館の展示）

算術書では『割算書』毛利重能、『諸勘分物』百川治兵衛、1627年の『塵劫記』吉田光由には継子立、ねずみ算などの記述がある。やがて巻末に遺題がつくようになり、解いた人が新たな問題を加える遺題継承により内容は深化した。ほかに『竪亥録』今村知商、『発微算法』関孝和などがある。
暦・天文では、渋川春海が貞享暦をつくり『天文瓊統』を書く。本草学では、中国の『本草綱目』、『三才図会』をうけて、『多識編』林羅山、『大和本草』貝原益軒、『和漢三才図会』寺島良安、『新校正本草綱目』稲生若水などがまとめられた。また『農業全書』宮崎安貞など多くの農書が書かれ、18世紀の100年間に耕地はほぼ二倍になった。

#### 鎖国と蘭学

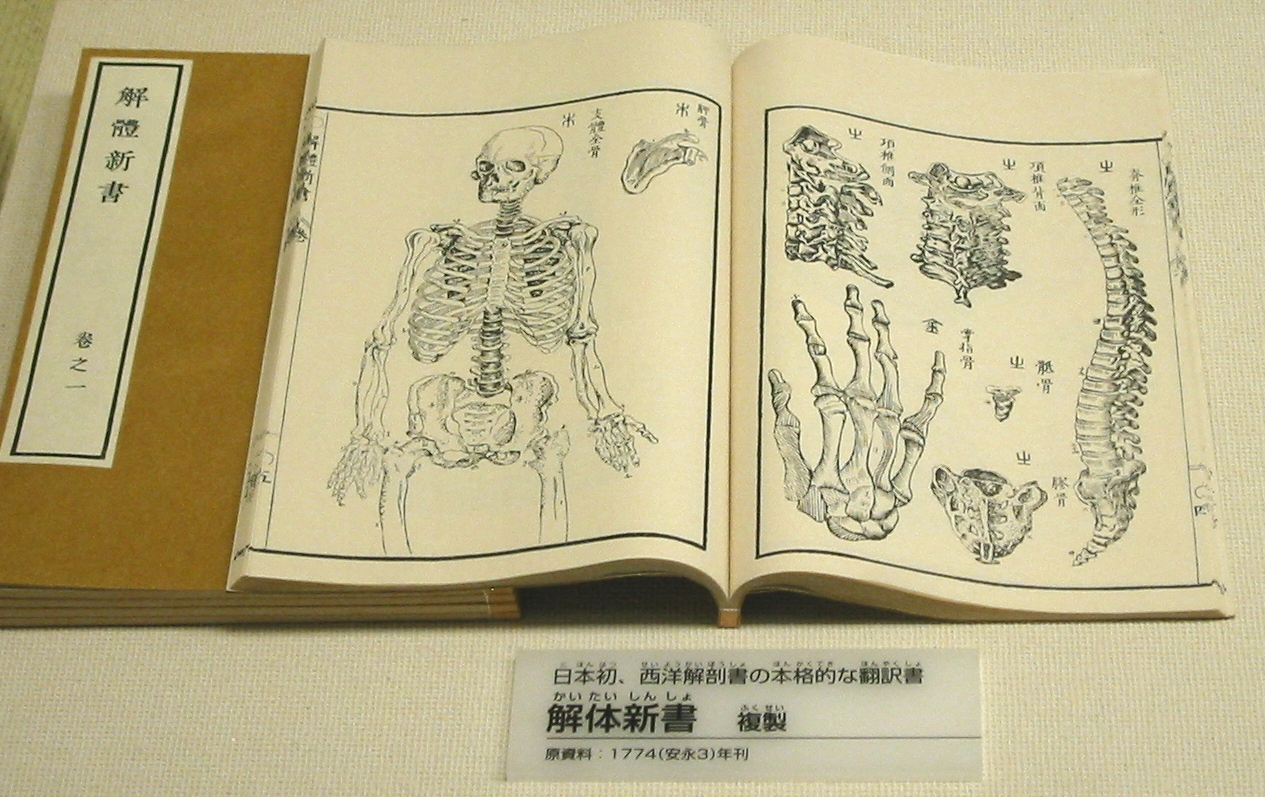
『解体新書』（複製）。国立科学博物館の展示。

17世紀(1600年代)には、16世紀から交易・布教を行っていたポルトガル・スペインに加えて、イングランド・オランダも日本との貿易に参入した。また、中国人との出会貿易を行うために東南アジアへ渡航する日本人に対して、江戸幕府は朱印状を発行して保護した。
しかし、幕府はカトリックの禁教と国際紛争の回避を目的として、貿易の管理と統制を強化し、1610年代にはヨーロッパ人の寄港地を長崎・平戸に指定し、1620年代にはスペインとイングランドとの関係を断絶した。1630年代には、長崎奉行への職務規定(鎖国令)によって朱印船貿易を廃止し、島原の乱の後、ポルトガルとの関係を断ち、オランダ人を長崎の出島に隔離した。和辻哲郎は、鎖国に加え林羅山に代表される儒教的な文教政策のために、次第に日本人の創造活動が萎縮していったと見ている。羅山はキリシタンの言う地球球体説に全く興味を持たなかった。
このような状況の下で海外との文化交流は制限されたが、徳川吉宗は新暦作成のため漢訳洋書の禁をゆるめる。青木昆陽らにオランダ語学習を命じ、新井白石から青木、前野良沢へと続く蘭学が始まる。医学では、抽象的な議論にはしる李朱医学（後世方）に対し、後藤艮山、香川修庵らが経験・実証的な古医方をはじめる。
蘭学では前野・杉田玄白らの『解体新書』のほか、理学では『天地二球用法』で太陽中心説を紹介する本木良永、『暦象新書』で力学・数学を論じた志筑忠雄などがおり、識者の間に太陽中心説が広まる。本草学では松岡恕庵、『本草綱目啓蒙』の小野蘭山などがいる。平賀源内は「エレキテル」で有名な電気学の他、様々な分野で活躍した。橋本宗吉が本格的な電気の研究を行う。暦では麻田剛立とその弟子、高橋至時、間重富が寛政暦を完成させる。その後幕府の天文方で至時の子、景保・景佑が天保暦を作成する。
1823年にシーボルトが来日し、高野長英ら多くの弟子に医学や生物学を伝える。その他、医学分野で緒方洪庵、華岡青洲がいる。理学では宇田川榕菴の『菩多尼訶経』、『舎密開宗』、青地林宗の『気海観瀾』、広瀬元恭の『理学提要』、帆足万里の『究理通』などがある。伊藤圭介は『泰西本草名疏』でリンネの分類法を伝えた。

#### 江戸時代後期
江戸時代後期は西欧の文化の積極的な導入が進む。開明的な藩主の主導で西欧流の造船術・砲術が取り入れられる。1855年には初の蒸気機関が完成する。長崎養生所ではポンペにより近代的な解剖学、薬学、臨床教育が行われる。幕府は長崎海軍伝習所をつくり、外国人教師を雇って系統的な教育を行う。幕府の機関蕃書調所では究理学（物理）、数学や物産・精錬学、写真術や語学の研究が行われる。また緒方洪庵の適塾や伊東玄朴の象先堂といった私塾ができ、多くの人物が巣立ってゆく。
1867年より時代は明治に変わり、西欧を強く意識した政府が作られる。1872年には学制が発布され、公教育の整備が始まる。西欧の文物を紹介した福澤諭吉の『西洋事情』は広く読まれ、科学解説書『訓蒙窮理図解』とともに小学校の教科書に指定される。

#### 近現代
中山茂は20世紀の科学史を、物理学および機械論的パラダイム（1960年代）、エコロジー・パラダイム（1970年代）、ディジタル・パラダイム（1980年代以降）という3つのメタパラダイムで説明した。

## 科学史家
- ナオミ・オレスケス
- R.S.ウェストフォール
- ヘンリー・オルデンバーグ
- ハロルド・ガーフィンケル
- J.G.クラウザー
- トーマス・クーン
- ボリス・ゲッセン
- I・バーナード・コーエン
- G・サートン
- ネイサン・セビン
- リリアン・ホドソン
- ジョゼフ・ニーダム
- オットー・ノイゲバウアー
- デボラ・ハークネス
- ガストン・バシュラール
- ジョン・デスモンド・バナール
- ルドヴィック・フレック
- エドマンド・テイラー・ホイッテーカー
- リリアン・ホドソン
- アンドリュー・ディクソン・ホワイト
- エルンスト・マッハ
- クルト・メンデルスゾーン
- サイモン・ミットン
- アルド・ミエリ
- ブルーノ・ラトゥール
- 相川春喜
- 青木靖三
- 赤木昭夫
- 飯島忠夫
- 池内了
- 石山洋
- 伊東俊太郎
- 上山明博
- 内井惣七
- 鵜浦裕
- 遠藤一夫
- 大槻真一郎
- 大沼正則
- 岡邦雄
- 小川真里子
- 小川清彦 (天文学者)
- 隠岐さや香
- 小倉金之助
- 小野健一 (物理学者)
- 小俣和一郎
- 梶雅範
- 金森修
- 金子務
- 何丙郁
- 加茂儀一
- 川原秀城
- 岸本良彦
- 木村陽二郎
- 合田昌史
- 今野武雄
- 五島綾子
- 小山慶太
- 小松美彦
- 小沼通二
- 佐々木力
- 三枝博音
- 斎藤憲
- 斎藤光 (性科学者)
- 坂本賢三
- 佐藤健一 (和算研究家)
- 佐藤慎一
- 里深文彦
- 下村寅太郎
- 篠遠喜人
- 島尾永康
- 新城新蔵
- 菅井準一
- 杉元賢治
- 鈴木善次
- 高瀬正仁
- 高田誠二
- 武谷三男
- 田中一郎 (科学史学者)
- 田中浩朗
- 玉木英彦
- 筑波常治
- 辻哲夫 (科学史家)
- 都築正信
- 常石敬一
- 道家達将
- 中山茂
- 中岡哲郎
- 中川保雄
- 中沢護人
- 中島秀人
- 永瀬唯
- 中村禎里
- 西尾成子
- 橋本毅彦
- 林隆夫
- 林一
- 原亨吉
- 原光雄
- 廣松渉
- 廣野喜幸
- 広重徹
- 平山諦
- 廣野喜幸
- 福本和夫
- 藤田祐幸
- 本多修郎
- 三上義夫
- 三田博雄
- 村上陽一郎
- 村田純一
- 森一夫
- 山本義隆
- 矢島道子
- 矢島祐利
- 安田徳太郎
- 薮内清
- 山崎俊雄
- 山崎正勝
- 山田慶児
- 湯浅光朝
- 吉田光邦
- 吉岡斉
- 吉川芳秋
- 吉村証子
- 吉本秀之
- 渡辺政隆
- 渡辺正雄